# Giles Fletcher
Giles Fletcher (ook bekend als Giles Fletcher, De Jongere) (Londen, 1586 - Alderton, 1623) was een Engelse dichter die vooral bekend is om zijn lange allegorische gedicht Christ's Victory and Triumph ('Christs Victorie') uit 1610.
Fletcher was de jongste zoon van Giles Fletcher de Oudere (minister van Elizabeth I), broer van de dichter Phineas Fletcher, en neef van de toneelschrijver John Fletcher. Giles Fletcher werd opgeleid aan de Westminster School en het Trinity College te Cambridge. Hij bleef in Cambridge na zijn wijding en werd 'Reader in Greek Drama' in 1615 en 'Reader in Greek Language' in 1618. In 1619 verliet hij Cambridge om rector van Aldertonin Suffolk te worden.
Zijn belangrijkste werk, waarvan de volledige titel Christ's Victorie and Triumph, in Heaven, in Earth, over and after Death luidt, bestaat uit vier canto’s. Het eerste canto, Christ's Victory in Heaven, gaat over een geschil in de hemel tussen gerechtigheid en barmhartigheid, geïllustreerd met feiten uit het leven van Christus op aarde; het tweede, Christ's Victory on Earth, is een allegorisch verhaal over Christus’ Verzoeking; het derde, Christ's Triumph over Death, heeft betrekking op de Passie, en het vierde, Christ's Triumph after Death, over de opstanding en de hemelvaart, eindigt met een liefdevolle lofrede op zijn broer Phineas als Thyrsilis. Het metrum is een achtregelige stanza in de stijl van Edmund Spenser, de eerste vijf regels rijmen ababb, en de strofe eindigt met een rijmend triplet. John Milton leende vrijelijk uit Christ's Victory and Triumph voor zijn Paradise Regained.